# Trichocera pappi
Trichocera pappi is een muggensoort uit de familie van de wintermuggen (Trichoceridae). De wetenschappelijke naam van de soort is voor het eerst geldig gepubliceerd in 2003 door Krzeminska.